# المحددات الاجتماعية للصحة تحت خط الفقر
تصف المحددات الاجتماعية للصحة تحت خط الفقر، العوامل التي تؤثر على صحة السكان الفقراء وتفاوت الرعاية الصحية بينهم وبين الأفراد ذوي المنزلة الاجتماعية والاقتصادية العالية. تتفاوت الرعاية الصحية التي يتحصل عليها المواطنون على حسب ظروفهم، بما في ذلك ظروف المعيشة وبيئة العمل والعمر والعوامل الاجتماعية الأخرى، وتؤثر هذه العوامل على قدرة الناس على الاستجابة للمرض. تتشكل هذه الظروف أيضًا عن طريق الهياكل السياسية والاجتماعية والاقتصادية. لا يتحصل أغلب الناس في جميع أنحاء العالم على أفضل خدمة صحة ممكنة، وذلك بسبب «مجموعة سامة من السياسات السيئة مثل الاقتصاد والسياسة». تعمل الظروف المعيشية اليومية مع هذه العوامل الهيكلية لتحديد المحددات الاجتماعية للصحة.
ترتبط الحالات الصحية السيئة بالفقر ارتباطًا وثيقًا. للفقر أبعاد كثيرة - الحرمان المادي (من الغذاء والمأوى والصرف الصحي ومياه الشرب الآمنة) والإقصاء الاجتماعي والافتقار إلى التعليم وارتفاع نسب البطالة وانخفاض الدخل المادي- تعمل هذه الظروف معًا، على تقليل الفرص والحد من الخيارات المتوفرة وضعف نسبة الأمل وبالتالي تهديد الصحة. رُبط الفقر بارتفاع معدل انتشار العديد من الحالات الصحية، بما في ذلك زيادة خطر الإصابة بالأمراض المزمنة وعدم اكتمال نمو الأطفال المحرومين والإجهاد والقلق والاكتئاب والموت المبكر. وفقًا للوبي ووين، فيثقل العبء الصحي للفقر كاهل المجموعات الضعيفة مثل النساء والأطفال والأقليات العرقية والمعوقين. إن المحددات الاجتماعية للصحة - مثل تنشئة الطفل والتعليم وظروف المعيشة والعمل والرعاية الصحية - لها أهمية خاصة بالنسبة للفقراء.
وفقًا لما قاله موس، فإن العوامل الاجتماعية والاقتصادية التي تؤثر على السكان الفقراء مثل التعليم وعدم المساواة في الدخل والمهنة، تمثل أقوى وأسرع تنبئ بالحالات الصحية والوفيات المُبكرة. إن عدم المساواة في الظروف الظاهرة لحياة الفرد، مثل حصول الأفراد على الرعاية الصحية أو المدارس المناسبة أو ظروف عمل لائقة أو أوقات فراغ لممارسة الهوايات أو مكان عيش كريم أو العيش في مجتمعات أو بلدان أو مدن جيدة، تؤثر وفقًا لمنظمة الصحة العالمية، على قدرة الناس على عيش حياة طيبة والحفاظ على الصحة. إن التوزيع غير العادل للظروف المعيشية، السيئة والضارة بالصحة منها، والتجارب والهياكل، ليس بالأمر الطبيعي بأي حال من الأحوال، «لكنه نتيجة لمجموعة سامة من السياسات والبرامج الاجتماعية السيئة، والترتيبات الاقتصادية غير العادلة». لذلك، فإن ظروف الحياة اليومية للفرد هي المسؤولة عن المحددات الاجتماعية للصحة، بالإضافة إلى كونها جزءًا كبيرًا لتحديد التفاوتات الصحية داخل البلدان وخارجها. إلى جانب هذه الظروف الاجتماعية، «يرتبط جنس الفرد وتعليمه ومهنته ودخله وعرقه ومكان إقامته، ارتباطًا وثيقًا بتحصله على الرعاية الصحية المناسبة وتحديد التجارب التي من الممكن المرور بها ومدى استفادته من النظام الصحي في البلاد». يمكن أن تُنسب المحددات الاجتماعية للصحة إلى قوى اجتماعية واسعة، مثل العنصرية وعدم المساواة بين الجنسين والفقر والعنف والحرب. يعد هذا أمرًا مهمًا، وذلك لتأثير جودة الصحة والتوزيع الصحي والحماية الاجتماعية للصحة لدى السكان، على حالة التنمية للبلاد. نظرًا لاعتبار الصحة حقًا أساسيًا من حقوق الإنسان، يشير أحد المؤلفين إلى أن المحددات الاجتماعية للصحة، تحدد توزيع كرامة الإنسان.

## التعاريف والقياسات
تكشف العوامل الاجتماعية المحددة للصحة تحت خط الفقر، عن عدم المساواة في الصحة. تُعرَّف الصحة بأنها «الشعور بالصحة والحيوية والقوة والقدرة الجسدية على فعل الأشياء التي يستطيع معظم الناس فعلها عادة». تتخذ قياسات الصحة عدة أشكال، بما في ذلك التقارير الصحية الشخصية التي يستكملها الأفراد والدراسات الاستقصائية التي تقيس العجز البدني والحيوية والرفاهية وتشخيص الأمراض المزمنة الخطيرة وطول العمر المتوقع.
تُعرِّف منظمة الصحة العالمية المحدِّدات الاجتماعية للصحة بأنها «الظروف التي يولد فيها الناس للعيش والعمل والتقدم في السن»، وتحدد هذه الشروط على حسب توزيع الأموال والسلطة والموارد على الأصعدة العالمية والوطنية والمحلية. هناك اثنان من المحددات الرئيسية للصحة: المحددات الهيكلية والتقريبية. تشمل المحددات الهيكلية الانقسامات المجتمعية بين السياقات الاجتماعية والاقتصادية والسياسية، وتؤدي إلى اختلافات توزع السلطة واختلاف الوضع الاجتماعي والتفضيلي داخل المجتمع. أما العوامل المحددة التقريبية، فهي عوامل موجودة في الحياة اليومية مثل العلاقات الأسرية والعاطفية، وعلاقات الأقران والعمل، بالإضافة إلى علاقات البيئات التعليمية. تتأثر المحددات التقريبية بالتقسيم الطبقي الاجتماعي الناجم عن المحددات الهيكلية. وفقًا لمنظمة الصحة العالمية، تشمل المحددات الاجتماعية للصحة تنشئة الطفل المبكرة والعولمة والنظم الصحية والقياس والأدلة والتحضر وظروف العمل والاستبعاد الاجتماعي وظروف الصحة العامة والمرأة والمساواة بين الجنسين. يؤدي التعرض المختلف إلى الأمراض ومخاطر الإصابة بالأمراض والإصابات التي تحددها البيئات والظروف الاجتماعية والمهنية والبدنية، إلى ضعف جهاز المناعة وضعف أكبر للصحة. أقر مجلس المحددات الاجتماعية التابع لمنظمة الصحة العالمية نوعين مميزين من المحددات الاجتماعية للوضع الصحي الاجتماعي والوضع الاجتماعي والاقتصادي والسياسي. قُسمت هذه الأقسام من إطار المفاهيم الاجتماعية للعوامل الاجتماعية لمنظمة الصحة العالمية لشرح وفهم المحددات الاجتماعية للصحة.

## الموقف الاجتماعي

### تدرج الفقر وشدته
يتراوح الدخل الحقيقي للسكان الفقراء في الولايات المتحدة على سبيل المثال، بين أقل من دولارين في اليوم وخط الفقر (حوالي دولار أمريكي واحد في اليوم للفرد)، وبهذا يبلغ الدخل الإجمالي  لعائلة مكونة من أربعة أفراد، 350 22 دولارًا. في أوساط الفئات الفقيرة، يمكن أن تحدد نسبة الفقراء نسبياً، النتائج الصحية للأفراد ونوع المرض ومدى شدته. وفقًا لمنظمة الصحة العالمية، فإن الأكثر فقراً، على مستوى العالم، هم الأسوأ صحة. يمر أولئك الذين يعيشون في ظروف تتميز بأدنى توزيع اقتصادي للصحة، المهمشين والمستبعدين، والبلدان التي تعاني من الاستغلال على مر التاريخ وعدم المساواة في المؤسسات العالمية للسلطة وصنع السياسات، بأسوأ النتائج الصحية. على هذا النحو، توجد فئتان كبيرتان للفقر، وهما شدة الفقر النسبية (خط الفقر) وشدة الفقر المُدقعة. الفقر المدقع هو الحرمان الشديد من الاحتياجات الإنسانية الأساسية مثل الغذاء ومياه الشرب الآمنة والعيش في مأوى آمن، ويستخدم على أنه الحد الأدنى من المعايير التي لا ينبغي لأحد أن يقل عنها، بصرف النظر عن المكان الذي يعيش فيه. تٌقاس نسبة الفقر المُدقعة وتُقارن  بـ «خط الفقر» أو أقل مبلغ من المال اللازم للحفاظ على حياة الإنسان. الفقر النسبي هو «عدم القدرة على تحمل تكاليف البضائع التي تكون مُتوفرة للجميع، والخدمات والأنشطة اللازمة للمشاركة الكاملة في مجتمع معين». لا يزال الفقر النسبي يؤدي إلى نتائج صحية سيئة بسبب تناقص الوكالات التطوعية لدى الفقراء. تؤثر بعض العوامل الشخصية والأسرية، مثل الظروف المعيشية غير المستقرة إلى حد ما، في حياة الفقراء، وتمثل العوامل المحددة للصحة بين الفقراء. ووفقًا لموسلي، فتشكل هذه العوامل تحديًا للأفراد الذين يعانون من الفقر، وهي المسؤولة عن العجز الصحي بين عامة الفقراء. تلعب القدرة على التحصل على الحد الأدنى من الطعام المغذي والصحي، دوراً هامًا في بناء الصحة والحد من انتقال الأمراض. يحدد استهلاك كميات كافية من المياه الصالحة للشرب والاستحمام وإعداد الطعام المُغذي، الصحةَ ونسبة التعرض للأمراض. تُعد الملابس التي توفر الحماية المناخية المناسبة والموارد الكافية  لغسل الملابس والفراش بشكل مناسب ومنتظم لمنع التهيج والطفح الجلدي والطفيليات، مهمة جدًا للحفاظ على الصحة أيضًا.